# 1. ŽNL Vukovarsko-srijemska 2016./17.
Prvenstvo je osvojio NK Otok, te se pobjedom u kvalifikacijama plasirao u Međužupanijsku nogometnu ligu Slavonije i Baranje. Iz lige su u 2. ŽNL ispali NK Vidor Matijević Srijemske Laze i NK Mladost Privlaka, dok je nakon kvalifikacija za ostanak, iz lige ispao i NK Borac Bobota.

## Tablica
| Mj. | Klub                              | Sus. | Pobj. | Ner. | Por. | GR.   | Bod.  |
| --- | --------------------------------- | ---- | ----- | ---- | ---- | ----- | ----- |
| 1.  | NK Otok                           | 30   | 24    | 2    | 4    | 90:23 | 74    |
| 2.  | NK Dilj Vinkovci                  | 30   | 23    | 4    | 3    | 77:27 | 73    |
| 3.  | NK Mladost Vođinci                | 30   | 15    | 8    | 7    | 56:50 | 53    |
| 4.  | NK Slavonija Soljani              | 30   | 15    | 4    | 11   | 62:45 | 49    |
| 5.  | RNK Sladorana Županja             | 30   | 14    | 4    | 12   | 54:47 | 46    |
| 6.  | NK Tomislav Cerna                 | 30   | 12    | 6    | 12   | 59:47 | 42    |
| 7.  | NK Slavonac Komletinci            | 30   | 12    | 5    | 13   | 55:45 | 41    |
| 8.  | NK Slavonac Gradište              | 30   | 11    | 8    | 11   | 45:43 | 41    |
| 9.  | NK HAŠK Sokol Stari Jankovci      | 30   | 12    | 5    | 13   | 52:79 | 41    |
| 10. | HNK Fruškogorac Ilok              | 30   | 12    | 4    | 14   | 49:56 | 40    |
| 11. | NK Vrbanja                        | 30   | 11    | 7    | 12   | 44:53 | 40    |
| 12. | NK Zrinski Bošnjaci               | 30   | 9     | 11   | 10   | 43:48 | 38    |
| 13. | NK Nosteria Nuštar                | 30   | 9     | 5    | 16   | 51:80 | 32 ↓1 |
| 14. | NK Borac Bobota                   | 30   | 9     | 5    | 16   | 40:52 | 32 ↓1 |
| 15. | NK Vidor Matijević Srijemske Laze | 30   | 8     | 3    | 19   | 41:64 | 27    |
| 16. | NK Mladost Privlaka               | 30   | 3     | 1    | 26   | 25:84 | 10    |

## Rezultati
| NK Dilj Vinkovci - NK Slavonac Gradište 1:1 NK Vidor Matijević Srijemske Laze - RNK Sladorana Županja 3:2 NK Otok - HNK Fruškogorac Ilok 6:2 NK Slavonija Soljani - NK Mladost Vođinci 5:1 NK Mladost Privlaka - NK Vrbanja 0:1 NK Slavonac Komletinci - NK HAŠK Sokol Stari Jankovci 0:0 NK Borac Bobota - NK Tomislav Cerna 2:5 NK Zrinski Bošnjaci - NK Nosteria Nuštar 0:0 | NK Slavonac Gradište - NK Nosteria Nuštar 3:0 NK Tomislav Cerna - NK Zrinski Bošnjaci 5:0 NK HAŠK Sokol Stari Jankovci - NK Borac Bobota 0:0 NK Vrbanja - NK Slavonac Komletinci 2:5 NK Mladost Vođinci - NK Mladost Privlaka 4:2 HNK Fruškogorac Ilok - NK Slavonija Soljani 3:1 RNK Sladorana Županja - NK Otok 1:2 NK Dilj Vinkovci - NK Vidor Matijević Srijemske Laze 2:0 | NK Vidor Matijević Srijemske Laze - NK Slavonac Gradište 1:1 NK Otok - NK Dilj Vinkovci 1:1 NK Slavonija Soljani - RNK Sladorana Županja 1:3 NK Mladost Privlaka - HNK Fruškogorac Ilok 0:1 NK Slavonac Komletinci - NK Mladost Vođinci 6:0 NK Borac Bobota - NK Vrbanja 1:2 NK Zrinski Bošnjaci - NK HAŠK Sokol Stari Jankovci 6:1 NK Nosteria Nuštar - NK Tomislav Cerna 4:2  |
| NK Slavonac Gradište - NK Tomislav Cerna 0:1 NK HAŠK Sokol Stari Jankovci - NK Nosteria Nuštar 2:2 NK Vrbanja - NK Zrinski Bošnjaci 3:3 NK Mladost Vođinci - NK Borac Bobota 0:1 HNK Fruškogorac Ilok - NK Slavonac Komletinci 2:1 RNK Sladorana Županja - NK Mladost Privlaka 1:0 NK Dilj Vinkovci - NK Slavonija Soljani 2:1 NK Vidor Matijević Srijemske Laze - NK Otok 1:2 | NK Otok - NK Slavonac Gradište 2:2 NK Slavonija Soljani - NK Vidor Matijević Srijemske Laze 3:0 NK Mladost Privlaka - NK Dilj Vinkovci 0:7 NK Slavonac Komletinci - RNK Sladorana Županja 2:3 NK Borac Bobota - HNK Fruškogorac Ilok 3:0 NK Zrinski Bošnjaci - NK Mladost Vođinci 4:0 NK Nosteria Nuštar - NK Vrbanja 2:1 NK Tomislav Cerna - NK HAŠK Sokol Stari Jankovci 8:2 | NK Slavonac Gradište - NK HAŠK Sokol Stari Jankovci 3:0 NK Vrbanja - NK Tomislav Cerna 1:2 NK Mladost Vođinci - NK Nosteria Nuštar 2:0 HNK Fruškogorac Ilok - NK Zrinski Bošnjaci 0:2 RNK Sladorana Županja - NK Borac Bobota 2:2 NK Dilj Vinkovci - NK Slavonac Komletinci 2:0 NK Vidor Matijević Srijemske Laze - NK Mladost Privlaka 5:0 NK Otok - NK Slavonija Soljani 5:1  |
| NK Slavonija Soljani - NK Slavonac Gradište 1:0 NK Mladost Privlaka - NK Otok 0:4 NK Slavonac Komletinci - NK Vidor Matijević Srijemske Laze 4:1 NK Borac Bobota - NK Dilj Vinkovci 0:4 NK Zrinski Bošnjaci - RNK Sladorana Županja 2:0 NK Nosteria Nuštar - HNK Fruškogorac Ilok 1:4 NK Tomislav Cerna - NK Mladost Vođinci 1:1 NK HAŠK Sokol Stari Jankovci - NK Vrbanja 2:3 | NK Slavonac Gradište - NK Vrbanja 1:1 NK Mladost Vođinci - NK HAŠK Sokol Stari Jankovci 1:0 HNK Fruškogorac Ilok - NK Tomislav Cerna 3:2 RNK Sladorana Županja - NK Nosteria Nuštar 3:1 NK Dilj Vinkovci - NK Zrinski Bošnjaci 2:0 NK Vidor Matijević Srijemske Laze - NK Borac Bobota 0:0 NK Otok - NK Slavonac Komletinci 1:0 NK Slavonija Soljani - NK Mladost Privlaka 4:2 | NK Mladost Privlaka - NK Slavonac Gradište 1:0 NK Slavonac Komletinci - NK Slavonija Soljani 3:2 NK Borac Bobota - NK Otok 3:2 NK Zrinski Bošnjaci - NK Vidor Matijević Srijemske Laze 3:0 NK Nosteria Nuštar - NK Dilj Vinkovci 2:2 NK Tomislav Cerna - RNK Sladorana Županja 1:2 NK HAŠK Sokol Stari Jankovci - HNK Fruškogorac Ilok 2:3 NK Vrbanja - NK Mladost Vođinci 1:3  |
| NK Slavonac Gradište - NK Mladost Vođinci 2:3 HNK Fruškogorac Ilok - NK Vrbanja 1:1 RNK Sladorana Županja - NK HAŠK Sokol Stari Jankovci 6:0 NK Dilj Vinkovci - NK Tomislav Cerna 3:0 NK Vidor Matijević Srijemske Laze - NK Nosteria Nuštar 2:1 NK Otok - NK Zrinski Bošnjaci 2:0 NK Slavonija Soljani - NK Borac Bobota 2:2 NK Mladost Privlaka - NK Slavonac Komletinci 1:3 | NK Slavonac Komletinci - NK Slavonac Gradište 2:0 NK Borac Bobota - NK Mladost Privlaka 4:1 NK Zrinski Bošnjaci - NK Slavonija Soljani 1:3 NK Nosteria Nuštar - NK Otok 4:3 NK Tomislav Cerna - NK Vidor Matijević Srijemske Laze 3:0 NK HAŠK Sokol Stari Jankovci - NK Dilj Vinkovci 3:2 NK Vrbanja - RNK Sladorana Županja 2:0 NK Mladost Vođinci - HNK Fruškogorac Ilok 1:1 | NK Slavonac Gradište - HNK Fruškogorac Ilok 2:1 RNK Sladorana Županja - NK Mladost Vođinci 1:1 NK Dilj Vinkovci - NK Vrbanja 4:0 NK Vidor Matijević Srijemske Laze - NK HAŠK Sokol Stari Jankovci 1:2 NK Otok - NK Tomislav Cerna 3:0 NK Slavonija Soljani - NK Nosteria Nuštar 4:1 NK Mladost Privlaka - NK Zrinski Bošnjaci 0:1 NK Slavonac Komletinci - NK Borac Bobota 3:0  |
| NK Borac Bobota - NK Slavonac Gradište 2:0 NK Zrinski Bošnjaci - NK Slavonac Komletinci 0:0 NK Nosteria Nuštar - NK Mladost Privlaka 2:1 NK Tomislav Cerna - NK Slavonija Soljani 0:1 NK HAŠK Sokol Stari Jankovci - NK Otok 0:5 NK Vrbanja - NK Vidor Matijević Srijemske Laze 3:0 NK Mladost Vođinci - NK Dilj Vinkovci 2:2 HNK Fruškogorac Ilok - RNK Sladorana Županja 2:3 | NK Slavonac Gradište - RNK Sladorana Županja 2:1 NK Dilj Vinkovci - HNK Fruškogorac Ilok 3:0 NK Vidor Matijević Srijemske Laze - NK Mladost Vođinci 1:1 NK Otok - NK Vrbanja 5:1 NK Slavonija Soljani - NK HAŠK Sokol Stari Jankovci 6:2 NK Mladost Privlaka - NK Tomislav Cerna 2:4 NK Slavonac Komletinci - NK Nosteria Nuštar 1:1 NK Borac Bobota - NK Zrinski Bošnjaci 2:2 | NK Zrinski Bošnjaci - NK Slavonac Gradište 0:0 NK Nosteria Nuštar - NK Borac Bobota 1:2 NK Tomislav Cerna - NK Slavonac Komletinci 1:0 NK HAŠK Sokol Stari Jankovci - NK Mladost Privlaka 4:2 NK Vrbanja - NK Slavonija Soljani 0:3 NK Mladost Vođinci - NK Otok 1:4 HNK Fruškogorac Ilok - NK Vidor Matijević Srijemske Laze 3:0 RNK Sladorana Županja - NK Dilj Vinkovci 0:2  |
| NK Slavonac Gradište - NK Dilj Vinkovci 4:3 RNK Sladorana Županja - NK Vidor Matijević Srijemske Laze 2:1 HNK Fruškogorac Ilok - NK Otok 0:2 NK Mladost Vođinci - NK Slavonija Soljani 0:0 NK Vrbanja - NK Mladost Privlaka 2:0 NK HAŠK Sokol Stari Jankovci - NK Slavonac Komletinci 3:1 NK Tomislav Cerna - NK Borac Bobota 2:0 NK Nosteria Nuštar - NK Zrinski Bošnjaci 2:2 | NK Nosteria Nuštar - NK Slavonac Gradište 1:3 NK Zrinski Bošnjaci - NK Tomislav Cerna 0:0 NK Borac Bobota - NK HAŠK Sokol Stari Jankovci 1:2 NK Slavonac Komletinci - NK Vrbanja 1:1 NK Mladost Privlaka - NK Mladost Vođinci 0:3 NK Slavonija Soljani - HNK Fruškogorac Ilok 4:2 NK Otok - RNK Sladorana Županja 1:0 NK Vidor Matijević Srijemske Laze - NK Dilj Vinkovci 0:1 | NK Slavonac Gradište - NK Vidor Matijević Srijemske Laze 3:1 NK Dilj Vinkovci - NK Otok 1:0 RNK Sladorana Županja - NK Slavonija Soljani 0:4 HNK Fruškogorac Ilok - NK Mladost Privlaka 2:0 NK Mladost Vođinci - NK Slavonac Komletinci 1:0 NK Vrbanja - NK Borac Bobota 2:0 NK HAŠK Sokol Stari Jankovci - NK Zrinski Bošnjaci 1:1 NK Tomislav Cerna - NK Nosteria Nuštar 11:1 |
| NK Tomislav Cerna - NK Slavonac Gradište 1:1 NK Nosteria Nuštar - NK HAŠK Sokol Stari Jankovci 4:5 NK Zrinski Bošnjaci - NK Vrbanja 1:1 NK Borac Bobota - NK Mladost Vođinci 3:4 NK Slavonac Komletinci - HNK Fruškogorac Ilok 3:1 NK Mladost Privlaka - RNK Sladorana Županja 0:3 NK Slavonija Soljani - NK Dilj Vinkovci 1:2 NK Otok - NK Vidor Matijević Srijemske Laze 5:0 | NK Slavonac Gradište - NK Otok 0:3 NK Vidor Matijević Srijemske Laze - NK Slavonija Soljani 2:1 NK Dilj Vinkovci - NK Mladost Privlaka 2:0 RNK Sladorana Županja - NK Slavonac Komletinci 5:2 HNK Fruškogorac Ilok - NK Borac Bobota 1:0 NK Mladost Vođinci - NK Zrinski Bošnjaci 5:2 NK Vrbanja - NK Nosteria Nuštar 4:1 NK HAŠK Sokol Stari Jankovci - NK Tomislav Cerna 2:1 | NK HAŠK Sokol Stari Jankovci - NK Slavonac Gradište 2:0 NK Tomislav Cerna - NK Vrbanja 0:0 NK Nosteria Nuštar - NK Mladost Vođinci 1:2 NK Zrinski Bošnjaci - HNK Fruškogorac Ilok 2:0 NK Borac Bobota - RNK Sladorana Županja 1:2 NK Slavonac Komletinci - NK Dilj Vinkovci 1:3 NK Mladost Privlaka - NK Vidor Matijević Srijemske Laze 3:2 NK Slavonija Soljani - NK Otok 2:0  |
| NK Slavonac Gradište - NK Slavonija Soljani 1:1 NK Otok - NK Mladost Privlaka 4:1 NK Vidor Matijević Srijemske Laze - NK Slavonac Komletinci 1:0 NK Dilj Vinkovci - NK Borac Bobota 2:0 RNK Sladorana Županja - NK Zrinski Bošnjaci 1:1 HNK Fruškogorac Ilok - NK Nosteria Nuštar 1:3 NK Mladost Vođinci - NK Tomislav Cerna 2:0 NK Vrbanja - NK HAŠK Sokol Stari Jankovci 2:0 | NK Vrbanja - NK Slavonac Gradište 0:1 NK HAŠK Sokol Stari Jankovci - NK Mladost Vođinci 2:0 NK Tomislav Cerna - HNK Fruškogorac Ilok 1:1 NK Nosteria Nuštar - RNK Sladorana Županja 1:3 NK Zrinski Bošnjaci - NK Dilj Vinkovci 0:2 NK Borac Bobota - NK Vidor Matijević Srijemske Laze 2:0 NK Slavonac Komletinci - NK Otok 0:3 NK Mladost Privlaka - NK Slavonija Soljani 1:3 | NK Slavonac Gradište - NK Mladost Privlaka 4:1 NK Slavonija Soljani - NK Slavonac Komletinci 0:2 NK Otok - NK Borac Bobota 3:0 NK Vidor Matijević Srijemske Laze - NK Zrinski Bošnjaci 4:1 NK Dilj Vinkovci - NK Nosteria Nuštar 6:2 RNK Sladorana Županja - NK Tomislav Cerna 1:1 HNK Fruškogorac Ilok - NK HAŠK Sokol Stari Jankovci 4:0 NK Mladost Vođinci - NK Vrbanja 3:3  |
| NK Mladost Vođinci - NK Slavonac Gradište 1:0 NK Vrbanja - HNK Fruškogorac Ilok 4:1 NK HAŠK Sokol Stari Jankovci - RNK Sladorana Županja 2:1 NK Tomislav Cerna - NK Dilj Vinkovci 0:1 NK Nosteria Nuštar - NK Vidor Matijević Srijemske Laze 3:0 NK Zrinski Bošnjaci - NK Otok 0:4 NK Borac Bobota - NK Slavonija Soljani 0:1 NK Slavonac Komletinci - NK Mladost Privlaka 5:1 | NK Slavonac Gradište - NK Slavonac Komletinci 1:1 NK Mladost Privlaka - NK Borac Bobota 0:1 NK Slavonija Soljani - NK Zrinski Bošnjaci 0:0 NK Otok - NK Nosteria Nuštar 5:0 NK Vidor Matijević Srijemske Laze - NK Tomislav Cerna 3:4 NK Dilj Vinkovci - NK HAŠK Sokol Stari Jankovci 5:1 RNK Sladorana Županja - NK Vrbanja 2:0 HNK Fruškogorac Ilok - NK Mladost Vođinci 2:2 | HNK Fruškogorac Ilok - NK Slavonac Gradište 4:0 NK Mladost Vođinci - RNK Sladorana Županja 3:2 NK Vrbanja - NK Dilj Vinkovci 0:3 NK HAŠK Sokol Stari Jankovci - NK Vidor Matijević Srijemske Laze 4:1 NK Tomislav Cerna - NK Otok 0:4 NK Nosteria Nuštar - NK Slavonija Soljani 4:0 NK Zrinski Bošnjaci - NK Mladost Privlaka 2:0 NK Borac Bobota - NK Slavonac Komletinci 4:1  |
| NK Slavonac Gradište - NK Borac Bobota 3:2 NK Slavonac Komletinci - NK Zrinski Bošnjaci 2:1 NK Mladost Privlaka - NK Nosteria Nuštar 2:0 NK Slavonija Soljani - NK Tomislav Cerna 3:0 NK Otok - NK HAŠK Sokol Stari Jankovci 5:2 NK Vidor Matijević Srijemske Laze - NK Vrbanja 3:1 NK Dilj Vinkovci - NK Mladost Vođinci 0:5 RNK Sladorana Županja - HNK Fruškogorac Ilok 0:2 | RNK Sladorana Županja - NK Slavonac Gradište 2:0 HNK Fruškogorac Ilok - NK Dilj Vinkovci 1:2 NK Mladost Vođinci - NK Vidor Matijević Srijemske Laze 4:3 NK Vrbanja - NK Otok 0:3 NK HAŠK Sokol Stari Jankovci - NK Slavonija Soljani 3:2 NK Tomislav Cerna - NK Mladost Privlaka 3:1 NK Nosteria Nuštar - NK Slavonac Komletinci 4:3 NK Zrinski Bošnjaci - NK Borac Bobota 3:1 | NK Slavonac Gradište - NK Zrinski Bošnjaci 7:3 NK Borac Bobota - NK Nosteria Nuštar 1:2 NK Slavonac Komletinci - NK Tomislav Cerna 3:0 NK Mladost Privlaka - NK HAŠK Sokol Stari Jankovci 3:3 NK Slavonija Soljani - NK Vrbanja 2:3 NK Otok - NK Mladost Vođinci 1:0 NK Vidor Matijević Srijemske Laze - HNK Fruškogorac Ilok 5:1 NK Dilj Vinkovci - RNK Sladorana Županja 5:2  |

## Kvalifikacije za Međužupanijsku nogometnu ligu Slavonije i Baranje
NK Otok – NK Sikirevci 4:0
NK Sikirevci - NK Otok 1:1
U Međužupanijsku nogometnu ligu Slavonije i Baranje se plasirao NK Otok.

## Kvalifikacije za ostanak u 1. ŽNL
18. lipnja 2017.: NK Nosteria Nuštar – NK Borac Bobota 6:0
22. lipnja 2017.: NK Borac Bobota - NK Nosteria Nuštar 1:1
Prvoligaški status je zadržala NK Nosteria Nuštar.